# Мій кривавий Валентин (фільм, 1981)
«Мій кривавий Валентин» (англ. My Bloody Valentine) — британський фільм Джорджа Міхалка 1981 року.

## Сюжет
Багато років тому в День Всіх Закоханих трапилася катастрофа, і загинуло п'ять осіб. Єдиний чоловік, який залишився в живих після нещастя, був визнаний неосудним і поміщений в психіатричну лікарню.
Його ім'я було Гаррі Ворден, і він один знав таємницю смерті невинних людей. В першу річницю трагедії він повернувся в місто, щоб безжально покарати винних …
Ці жахливі події відбулися дев'ятнадцять років тому, і тепер про них вже ніхто не пам'ятає. Безтурботні молоді люди готуються справляти черговий День Святого Валентина.
Але цього року їх чекає «сюрприз»: романтичне торжество прикрасять водоспади крові і крики катованих жертв. Цього разу в місто на свято прийшла смерть, і пощади не буде нікому.